# اچ‌نوام‌اس لوگن (۱۹۱۸)
اچ‌نوام‌اس لوگن (۱۹۱۸) (به انگلیسی: HNoMS Laugen (1918)) یک کشتی است که طول آن ۴۲ متر (۱۳۷٫۸۰ فوت) می‌باشد. این کشتی در سال ۱۹۱۸ ساخته شد.